# Pycnocycla spinosa
Pycnocycla spinosa är en flockblommig växtart som beskrevs av Joseph Decaisne. Pycnocycla spinosa ingår i släktet Pycnocycla och familjen flockblommiga växter. Utöver nominatformen finns också underarten P. s. aitchisonii.